# Шерстнев, Николай Васильевич
Николай Васильевич Шерстнев (1901—1990) — деятель советской военной разведки, генерал-майор Советской Армии, участник Великой Отечественной войны.

## Биография
Николай Васильевич Шерстнев родился 19 декабря 1901 года в деревне Мелеть (ныне — Малмыжский район Кировской области). Окончил шесть классов школы. В мае 1920 года был призван на службу в Рабоче-Крестьянскую Красную Армию. Начинал службу в различных военных комиссариатах в Вятской губернии. В 1922 году окончил 10-е Кунгурские командные инженерные курсы, в 1926 году — Ленинградскую военно-инженерную школу. Служил на различных командных должностях в инженерных войсках. В 1936 году окончил командный факультет Военно-инженерной академии имени В. В. Куйбышева, в 1937 году — курсы иностранных языков при Разведывательном управлении Красной Армии. С декабря 1937 года начал службу в военной разведке. Участвовал в советско-финской войне, будучи заместителем начальника 1-го отделения разведывательного отдела Ленинградского военного округа. В декабре 1939 года назначен начальником 1-го отделения 6-го отдела 5-го Управления Генерального штаба Красной Армии. С февраля 1940 года возглавлял разведывательный отдел штаба 15-й армии.
С июня 1941 года — на фронтах Великой Отечественной войны. Возглавлял различные отделения 2-го отдела Разведывательного управления Генерального штаба Красной Армии. С февраля 1942 года был заместителем начальника 6-го отдела 1-го управления ГРУ. В апреле-июле 1942 года возглавлял разведывательный отдел Штаба Южного фронта. Участвовал в Харьковской и Донбасской операциях. С августа 1942 года являлся начальником разведывательного отдела Штаба Северной группы войск Закавказского фронта. Принимал самое активное участие в битве за Кавказ. В январе-феврале 1943 года был начальником разведывательного отдела Штаба Северо-Кавказского фронта. С марта 1943 года — вновь на службе в Главном разведывательном управлении. Был начальником 3-го, а затем 2-го отделов. На протяжении двух последних военных лет руководил всей агентурной и диверсионно-разведывательной работой на оккупированных территориях. В ведении Шерстнева находились все оперативно-разведывательные центры, разведывательные резидентуры, диверсионно-разведывательные группы, многие партизанские соединения, сражавшиеся в западных регионах СССР и в Восточной Европе.
После окончания войны продолжал службу в Советской Армии. Возглавлял различные управления ГРУ, а с 1956 года был начальником Управления резерва ГРУ. Под его руководством создавались разведывательные подразделения в военных округах, армиях, группах войск. Являлся автором проекта создания батальонов специального назначения для улучшения качества подготовки разведывательных кадров. В 1957—1959 годах находился в специальной командировке в Чехословакии, где был военным советником начальника Разведывательного управления Генерального Штаба Чехословацкой Народной Армии. В январе 1960 года был уволен в запас. Умер 8 апреля 1990 года, похоронен на Троекуровском кладбище Москвы.

## Награды
- Орден Ленина (30 апреля 1945 года);
- 3 ордена Красного Знамени (22 февраля 1943 года, 3 ноября 1944 года, 15 ноября 1950 года);
- Орден Суворова 2-й степени (6 июня 1945 года);
- Орден Кутузова 2-й степени (31 июля 1944 года);
- 2 ордена Отечественной войны 1-й степени (22 февраля 1944 года, 6 апреля 1985 года);
- Орден Красной Звезды (20 мая 1940 года);
- Медали «За оборону Москвы», «За оборону Кавказа», «Партизану Отечественной войны» 1-й степени и другие;
- 2 ордена «Крест Грюнвальда» (Польша).

## Ссылка
- Шерстнев Н. В. на портале «Alma Mater инженерных войск».